# 石公溪
石公溪，位於台灣東部之縣市管河川，台灣日治時期稱石硿坑溪，幹流長度3.00公里，流域面積9.00平方公里，分佈於花蓮縣秀林鄉。主流發源於秀林鄉崇德村清水山南側，先向南後轉東南流，於小清水（地名，該地又稱匯源、石硿仔）注入太平洋，與相鄰的小清水溪形成之沖積扇出海口，並設有小清水遊憩區及匯德步道（原舊蘇花公路）可欣賞清水斷崖。
因0403地震、颱風凱米、颱風康芮接連帶來災損，造成石公溪上游大片土石崩落影響其下游台九線蘇花公路及台鐵北迴鐵路安全，故近期辦理疏濬計畫。